# یقه برگردان

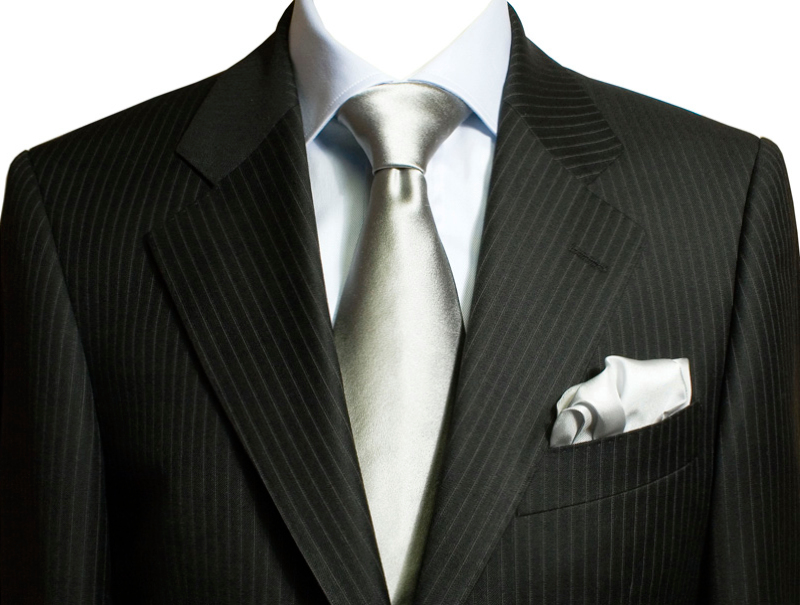
کت‌و‌شلوار راه‌راه با یقه هفت‌شکل (معروف به یقه انگلیسی)

یقه برگردان لبه‌های تا شده در روی قسمت سینه‌ای ژاکت، کت یا هر پوشش بالاتنهٔ دیگر است و در لباس‌های رسمی، نیمه‌رسمی و کت شلوارها یافت می‌شود. یقه‌های کت‌ را با تا کردن لبه‌های جلویی کت و دوختن آنها به یقهٔ دور گردن درست می‌کنند.
سه شکل اصلی یقه برگردان در کت‌ها وجود دارد: هفت‌ (ناچ notch یا انگلیسی)، اوج‌ (پیک peak) و شال (shawl). یقه‌های هفت‌شکل که از دو مدل دیگر رایج‌ترند، معمولا در کت شلوارهای تجاری و در کت‌های نیمه‌رسمی مانند کت‌تک‌ها دیده می‌شوند. یقه‌های اوج‌دار رسمی‌تر هستند و تقریباً همیشه در کت‌های دو سینه (دابل‌بِرِست یا بلِیزر) استفاده می‌شوند، اما روی کت‌های تک‌سینه نیز دوخته می‌شوند. یقه‌های شال معمولاً روی کت‌های اسموکینگ و کت‌های مِس دوخته می‌شوند.